# Landschaftsarchitektur

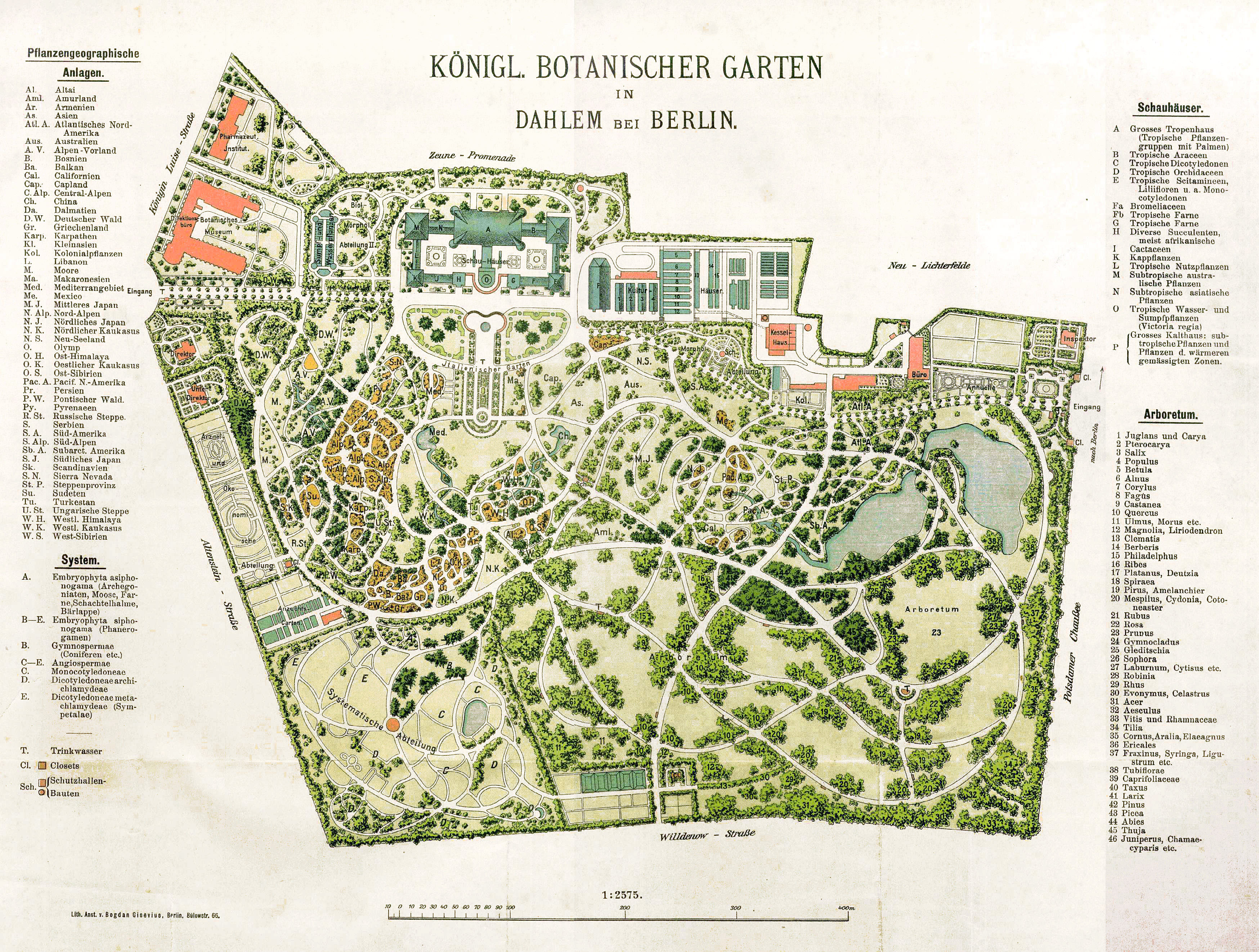
Plan Botanischer Garten Berlin Anfang des 20. Jahrhunderts

Unter Landschaftsarchitektur versteht man das Entwerfen, die Planung und Umgestaltung von nicht bebautem Raum. Dazu gehören sämtliche Außenräume, im Wesentlichen Parks, Sportplätze und Freizeitanlagen, öffentliche Plätze und Gärten, aber auch andere Freiflächen im ländlichen und urbanen Raum. Die aktuelle Landschaftsarchitektur definiert sich selbst als ästhetisch-künstlerische Disziplin auf naturwissenschaftlich-technischer Grundlage, deren zentrales Ziel es ist, ökologisch und sozial intakte Lebensumwelten zu schaffen.
Im urbanen Zusammenhang wird mitunter der Begriff der „Freiraumplanung“ als Synonym zu „Landschaftsarchitektur in der Stadt“ verwendet. Freiraumplanung bemüht sich auf allen für den Siedlungsbereich wichtigen Ebenen der räumlichen Planung auch um ein ausgewogenes Verhältnis von Siedlungsflächen und Freiräumen. Ihre gesetzliche Aufgabe wird durch die Ziele der Raumordnung und der Bauleitplanung unter Berücksichtigung des Natur- und Umweltschutzes begründet.
Eine immer größere Bedeutung kommt auch dem Bereich der Renaturierung zu. So werden vielerorts vorherige Gewässerbegradigungen und Deichbauten zurückgebaut. Dies dient sowohl der Wiederbelebung und Bereicherung des lokalen Ökosystems als auch dem Schutz vor Überflutung in bewohnten Gebieten, was wiederum durch die Festlegung geeigneter Retentionsflächen erreicht wird.
Historisch beruht die Landschaftsarchitektur auf der städtischen Grünplanung (künstlerischer Städtebau und rationalistische Stadtplanung) und der regionalen Landschaftsentwicklung (Landesverschönerung und Landschaftsplanung).
Im Unterschied zur Architektur sind die raumbildenden Elemente der Landschaftsarchitektur Pflanzen, Beläge, Oberflächen, Hecken, Mauern etc. sowie topographische Modellierungen. Terrassierungen, neu geschaffene Rondelle zur Staffage mit Treppenaufgängen gehören ebenfalls hierzu. Landschaftsarchitektonische Räume verändern sich durch den Einsatz von dynamischer Vegetation ständig und sind im Gegensatz zu architektonischen Räumen nie „fertig“ oder in ihrer Entwicklung abgeschlossen.

## Geschichte

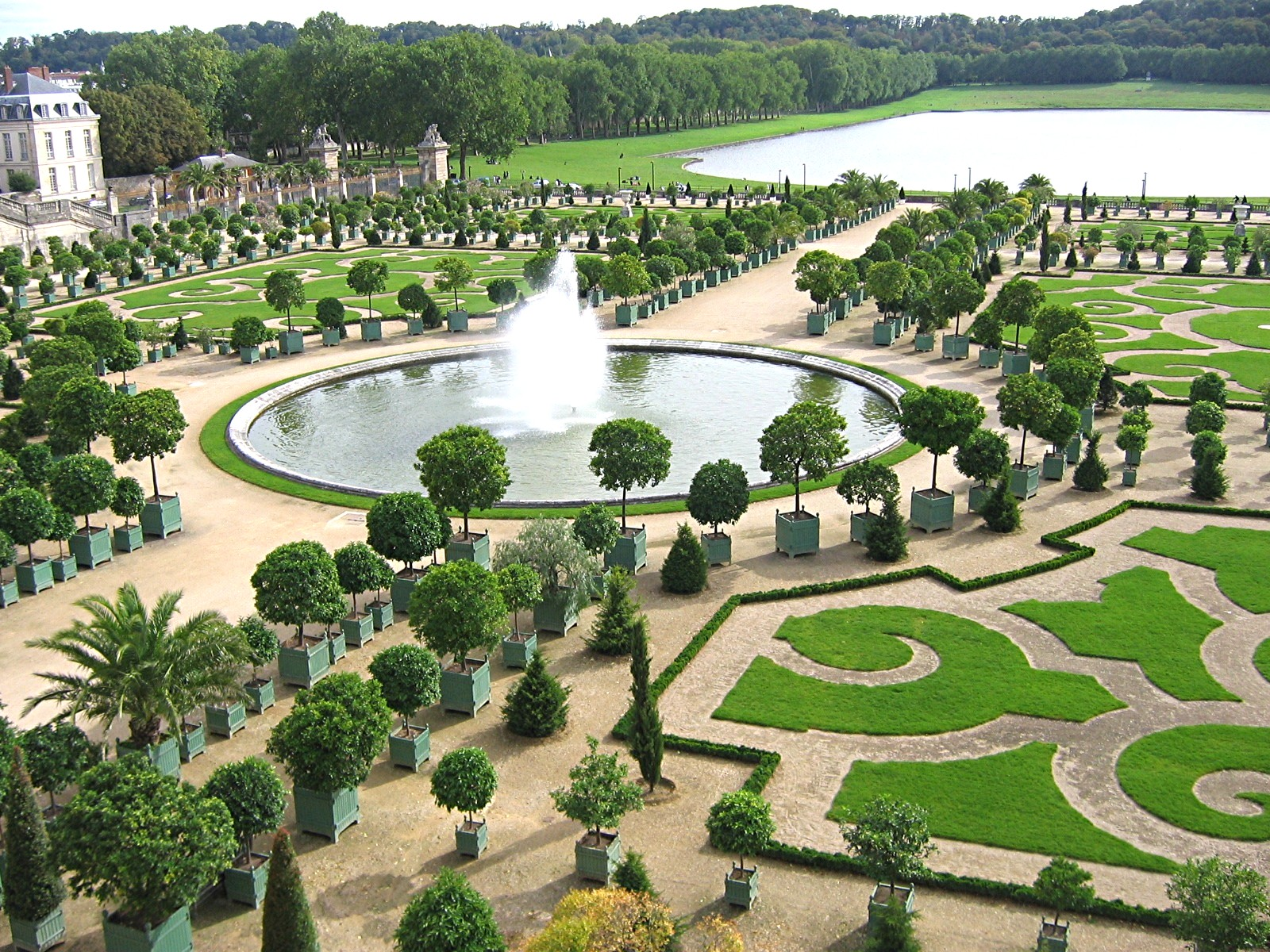
Orangerie des Schlosses Versailles

Außenräume, Grün- und Freiflächen hat es seit der Antike in allen europäischen Städten gegeben. Die historischen Wurzeln der Landschaftsarchitektur sind in der Kulturgeschichte der Landschaft verankert. Die Gartenkunst, die historische Vorläuferin der Landschaftsarchitektur, entwickelte sich im Laufe ihrer Geschichte zeitweise zu einer eigenständigen, vor allem im Barock höchst angesehenen Kunstform. Beispiele historisch bedeutender Parkanlagen sind der Park von Versailles, die Parkanlage von Stourhead südwestlich von London, der Englische Garten in München, der Central Park in New York oder der Parc de la Villette in Paris, die den jeweils geltenden Gesellschafts-, Landschafts- und Naturidealen entsprechend gestaltet wurden.
Auf Veranlassung des liberal eingestellten Adels, aber auch durch die Initiative von Bürgern (Peter Joseph Lenné, 1824) entstanden erste Volksgärten und Volksparks, die der Idee des englischen Landschaftsparks folgten und vor allem ästhetisches Vergnügen bereiten sollten.
Das Stadtwachstum im Zuge der Industriellen Revolution hat das allgemeine Verständnis von Natur und Landschaft allmählich tiefgreifend verändert. Die bäuerliche Landschaft außerhalb der Städte rückte in immer größere Entfernung und konnte nicht mehr ohne Mühe und jederzeit erreicht werden. Der einseitige Nutzungsanspruch des ästhetischen Vergnügens von Grün- und Freiflächen wurde zunehmend kritisiert. Das wirkte sich sehr auf die Entwicklung der Gartenkunst- und Gartenkultur aus, denn die funktionalen Ansprüche an Landschaft und Garten veränderten sich gravierend, während künstlerische Belange zunehmend in den Hintergrund traten. Es entstanden mit einer sozialpolitischen Zielsetzung differenziert nutzbare Grün- und Freiflächen.
In die von Wagner, Stadtbaurat von Berlin, geforderte Freiflächenpolitik wurden auch Aspekte der Stadthygiene und der Stadtgliederung einbezogen. Besonders ausgeprägt ist das Anliegen der Freiraumplanung bei der von Howard entwickelten Gartenstadt-Idee zu finden (Stadtstrukturplanung).
Spätestens seit der Charta von Athen ist die Freiraumplanung als ein wichtiger Bestandteil der Stadtentwicklungsplanung prinzipiell anerkannt.
Seit Anfang des 20. Jahrhunderts ist Freiraumplanung zunächst vorrangig als ein soziales, der menschlichen Gesundheit und der Stadtgliederung dienendes Anliegen verstanden worden. Nach dem Zweiten Weltkrieg kamen landschaftsstrukturelle Ziele hinzu (Grünzüge) und das Berufsbild wandelte sich zur Landschaftsarchitektur.
Landschaftsarchitektur ist historisch gesehen vor allem im deutschen Sprachraum ein relativ junger Begriff, der sich von den historischen Bezeichnungen Gartenkunst oder Gartenarchitektur unterscheidet. Der englische Gartengestalter Humphry Repton bezeichnete sich als erster als Landschaftsarchitekt („Landscape architect“). Der Gartenarchitekt Frederick Law Olmsted war – so ist es der Encyclopedia of Gardens zu entnehmen – wahrscheinlich der erste, der in den USA Mitte des 19. Jahrhunderts den Begriff Landscape Architect in Zusammenhang mit seiner Arbeit am Central Park in New York prägte. Angesichts der gewaltigen Planungs- und Bauaufgabe in New York war er der Ansicht, dass „Landscape Gardening“, zu Deutsch: Landschaftsgärtnerei, den Fokus zu sehr auf den Garten beschränke. 1899 wurde folglich die ASLA, die American Society of Landscape Architects gegründet und wenige Jahrzehnte danach setzte sich der Begriff Landschaftsarchitektur auch in Europa gegen die Bezeichnung Gartenarchitektur durch. Angesichts der tiefgreifenden Veränderungen des Landschaftsbildes in den 1930er und 1940er Jahren in Europa brauchte es nach Ansicht von Experten einen neuen Beruf, der nicht nur das rein Technische des Ingenieurs, das nur Bauliche des Architekten oder das rein Gärtnerische, sondern das Gesamte, die Landschaft und deren Gestaltung überblicken sollte. Gleiches gilt auch für den außereuropäischen Bereich.

## Landschaftsarchitektur heute

Aktuelle Landschaftsarchitektur in historisch-urbanem Rahmen: Promenade (Linz)

Heute wird gerade den ästhetischen Qualitäten der Lebensumwelt wieder verstärkte Bedeutung beigemessen, was sich in der aktuellen Landschaftsarchitektur deutlich widerspiegelt. Es sind zwei weitere Vertiefungsrichtungen dazugekommen, zum einen das Ziel des Naturschutzes und der Landschaftspflege, zum anderen die kommunikative Bedeutung von Grün- und Freiflächen.
Freiraumplanung hat es weiterhin schwer, sich gegen andere kommunale Politikfelder durchzusetzen, denn die im Rahmen der Freiraumplanung geschaffenen oder gesicherten Grün- und Freiflächen bringen in der Regel kein Geld ein. Es ist jedoch ein marktorientierter Sinneswandel zu verzeichnen, da attraktive Freiflächen zunehmend als „weicher“ Standortfaktor und wertsteigerndes Moment für die Entwicklung städtischer Immobilien wahrgenommen werden.
In Deutschland steht die Aufwertung öffentlicher Räume in staatlichen Förderprogrammen, wie dem der Bundestransferstelle „Aktive Stadt- und Ortsteilzentren“, an erster Stelle. In einigen deutschen Städten (z. B. München) binden Freiflächengestaltungssatzungen die landschaftsarchitektonische Planung in den Genehmigungsprozess von Hochbauvorhaben ein.
Ausgelobt vom Bund Deutscher Landschaftsarchitekten (BDLA), wird seit 1993 der Deutsche Landschaftsarchitekturpreis verliehen – seit 2011 unter Schirmherrschaft des Bundesministers für Verkehr, Bau und Stadtentwicklung, der beispielhafte, im deutschsprachigen Raum realisierte Projekte der Disziplin würdigt.

## Studium und Ausbildung
Die geschützte Berufsbezeichnung Landschaftsarchitekt bzw. Landschaftsarchitektin dürfen nur Personen führen, die eingetragenes Mitglied einer Architektenkammer sind. Die Eintragung setzt in der Regel ein abgeschlossenes einschlägiges Hochschulstudium voraus (Abschluss: Dipl.-Ing. bzw. Master). Andere Bezeichnungen wie z. B. Freiraumplaner, Gartengestalter oder -designer sind hingegen nicht gesetzlich geschützt und sagen somit nichts über die fachliche Qualifikation des Trägers aus.
Im deutschsprachigen Raum kann Landschaftsarchitektur (in der Regel zusammen mit der zweiten Vertiefungsrichtung Landschaftsplanung) an Universitäten und Fachhochschulen studiert werden. Daneben bieten auch mehrere Architekturstudiengänge und Kunsthochschulen Vertiefungsmöglichkeiten in der Landschaftsarchitektur an.

### Universitäre Studiengänge
Bachelor
- Technische Universität Berlin[7]
- Technische Universität Dresden[8]
- Hochschule Geisenheim[9]
- Leibniz Universität Hannover[10]
- Universität Kassel[11]
- Technische Universität München[12] (achtsemestriger Studiengang)
- Universität für Bodenkultur Wien[13] (Österreich)

Master
- Technische Universität Berlin[14]
- Technische Universität Dresden[15]
- Hochschule Geisenheim[16]
- Leibniz Universität Hannover[17]
- Universität Kassel[18]
- Technische Universität München[19]
- Universität für Bodenkultur Wien[13] (Österreich)
- ETH Zürich[20]

Diplom
- Technische Universität Dresden  (auslaufend)[21]

### Hochschulen für angewandte Wissenschaften (HAW)
Bachelor
- Hochschule Anhalt[22]
- Beuth Hochschule für Technik Berlin[23]
- Fachhochschule Erfurt[24]
- Technische Hochschule Ostwestfalen-Lippe[25]
- Hochschule Neubrandenburg[26]
- Hochschule für Wirtschaft und Umwelt Nürtingen-Geislingen[27]
- Hochschule Osnabrück[28]
- Hochschule Weihenstephan-Triesdorf[29]
- Hochschule für Technik Rapperswil[30] (Schweiz)

Master
- Hochschule Weihenstephan-Triesdorf[29]
- Fachhochschule Erfurt[24]
- Hochschule Osnabrück[28]

## Zeitschriften für Landschaftsarchitektur
- Anthos – Zeitschrift für Landschaftsarchitektur. Une revue pour le paysage. Ast & Fischer Verlag Bern.
- Arch+ – Zeitschrift für Architektur und Städtebau. Arch+ Verlag Aachen.
- Freiraum Gestalten – Magazin für Planung, Bau und Ausstattung. Verlag Eugen Ulmer Stuttgart.
- GÄRTEN – Magazin für Gartenarchitektur. Verlag Eugen Ulmer Stuttgart.
- Garten + Landschaft – Zeitschrift für Landschaftsarchitektur (Die Gartenkunst). Callwey verlag München.
- Journal of landscape architecture (JoLa)[31]. Callwey Verlag München.
- nodium. Zeitschrift des Alumni-Clubs Landschaft der TU München[32]. Eigenverlag TU München.
- Stadt + Grün (Das Gartenamt). Patzer Verlag Hannover, Berlin.
- Topos – The  international  review  of  landscape  architecture  and  urban  design. Callwey Verlag München.